# Mộ Dung Hoàng hậu (Bắc Ngụy)
Đạo Vũ Mộ Dung Hoàng hậu (chữ Hán: 道武慕容皇后), là nguyên phối Hoàng hậu của Bắc Ngụy Đạo Vũ Đế Thác Bạt Khuê - vị Hoàng đế đầu tiên của nhà Bắc Nguỵ trong lịch sử Trung Quốc. 

## Tiểu sử
Hoàng hậu Mộ Dung thị không rõ năm sinh, nguyên là con gái của Quốc chủ nước Hậu Yên là Mộ Dung Bảo. 
Năm Đăng Quốc thứ 11 Bắc Ngụy (396), Đạo Vũ Đế Thác Bạt Khuê tiến binh đánh diệt Bắc Yên, Mộ Dung Bảo phải bỏ đô thành Trung Sơn (nay là Bảo Định, Hà Bắc, Trung Quốc). Trong lúc đao binh, Đạo Vũ Đế đã bắt được bà, đưa vào cung. Do có nhan sắc, Mộ Dung thị được Đạo Vũ Đế sủng ái, tuy nhiên không sinh được người con nào. 
Năm Thiên Hưng thứ 3 (400), tháng 3, ngày Mậu Ngọ, Mộ Dung thị thắng cuộc trong cuộc thi đúc tượng hình người bằng vàng theo truyền thống Bắc Ngụy, do đó được Đạo Vũ Đế sách lập làm Hoàng hậu. Mẹ bà là Mạnh thị cũng bị bắt theo trong đợt binh loạn xưa, cũng được phong làm Phiêu Dương quân (漂暘君).
Sau không rõ Mộ Dung hoàng hậu mất vào năm nào và thọ bao nhiêu tuổi, cũng không rõ an táng ở đâu